# Province de Basse-Silésie
Pour les articles homonymes, voir Silésie (homonymie).
Ne doit pas être confondu avec Basse-Silésie (région historique).

La province de Basse-Silésie (en rouge) au sein de l'État libre de Prusse (en crème) en 1925.

La province de Basse-Silésie (en allemand Provinz Niederschlesien) est une ancienne province de l'État libre de Prusse, dont la capitale était Breslau (Wrocław).
Celle-ci est née de la scission de la province de Silésie en 1919. 
Entre 1939 et 1941, elle fusionna de nouveau provisoirement à la province de Haute-Silésie afin de reconstituer une province silésienne unifiée.